# Juan S. Guse

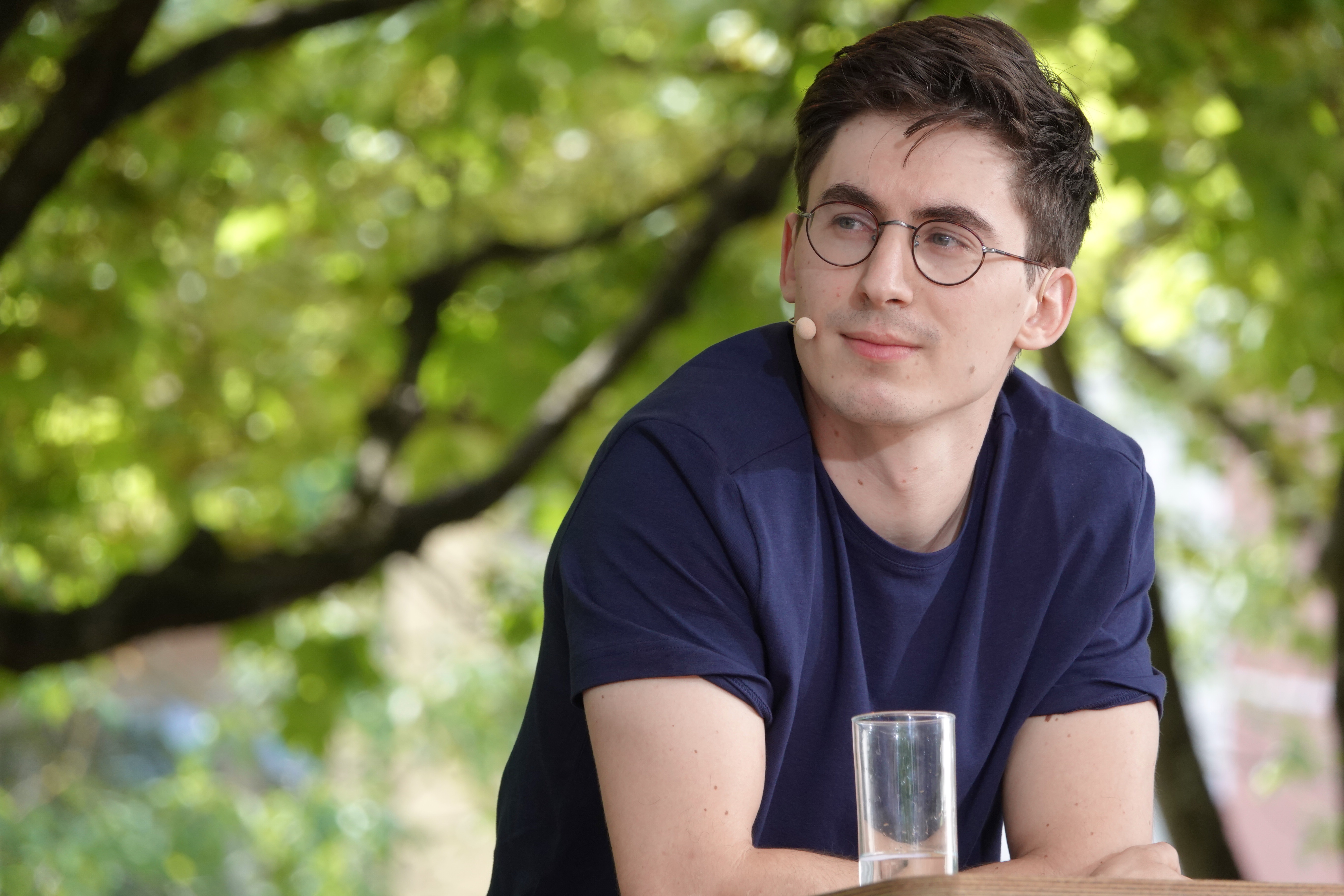
Juan S. Guse beim Ingeborg-Bachmann-Preis 2022

Juan Sebastian Guse (* 1989 in Seligenstadt) ist ein deutscher Schriftsteller.

## Leben
Guse wuchs im Rhein-Main-Gebiet als Sohn einer argentinischen Mutter auf und absolvierte an der Universität Hildesheim zunächst einen Studiengang in Kreativem Schreiben. Anschließend begann er Neuere Deutsche Literatur und Soziologie an der Universität Hannover zu studieren.
2012 gewann Guse für seine Erzählung Pelusa im Alter von 23 Jahren als einer der jüngsten Teilnehmer den Berliner Literaturwettbewerb open mike. Sein Debütroman Lärm und Wälder erschien 2015 im S. Fischer Verlag. Darüber hinaus war Guse Mitherausgeber der Literaturzeitschrift BELLA triste und Teil der künstlerischen Leitung des Literaturfestivals Prosanova 2014. Er hat 2014 drei Monate im Lektorat beim Suhrkamp Verlag volontiert und schrieb zeitweise für das Feuilleton der Frankfurter Allgemeinen Zeitung.
Juan S. Guse ist Mitgründer des PEN Berlin und Mitglied der Jungen Akademie der Wissenschaften und der Literatur Mainz. Auf Einladung von Mara Delius las er beim Ingeborg-Bachmann-Preis 2022 und gewann den Kelag-Preis.
Seit 2017 promoviert er am Institut für Soziologie der dortigen Universität.

## Veröffentlichungen
- 2015 Lärm und Wälder, S. Fischer, Frankfurt am Main 2015, ISBN 978-3-10-002434-3.
- 2019 Miami Punk, S. Fischer, Frankfurt am Main 2019, ISBN 978-3-10-397393-8.
- 2019 Ein tiefer Blick in unsere biederen Herzen / E-Mails von Juan S. Guse und Leif Randt, in: Institutsprosa: zwanzig jahre Schreibschule Hildesheim, Georg Olms Verlag, Hildesheim 2019, ISBN 978-3-487-15778-8.
- 2022 Miami Punk: The complete DLC. Hörspiel-Spiel. Regie: Iris Drögekamp, Komposition: Nikolai von Sallwitz (NDR/SWR)
- 2025 Tausendmal so viel Geld wie jetzt, S. Fischer, Frankfurt am Main 2025, ISBN 978-3-10-397605-2.

## Auszeichnungen

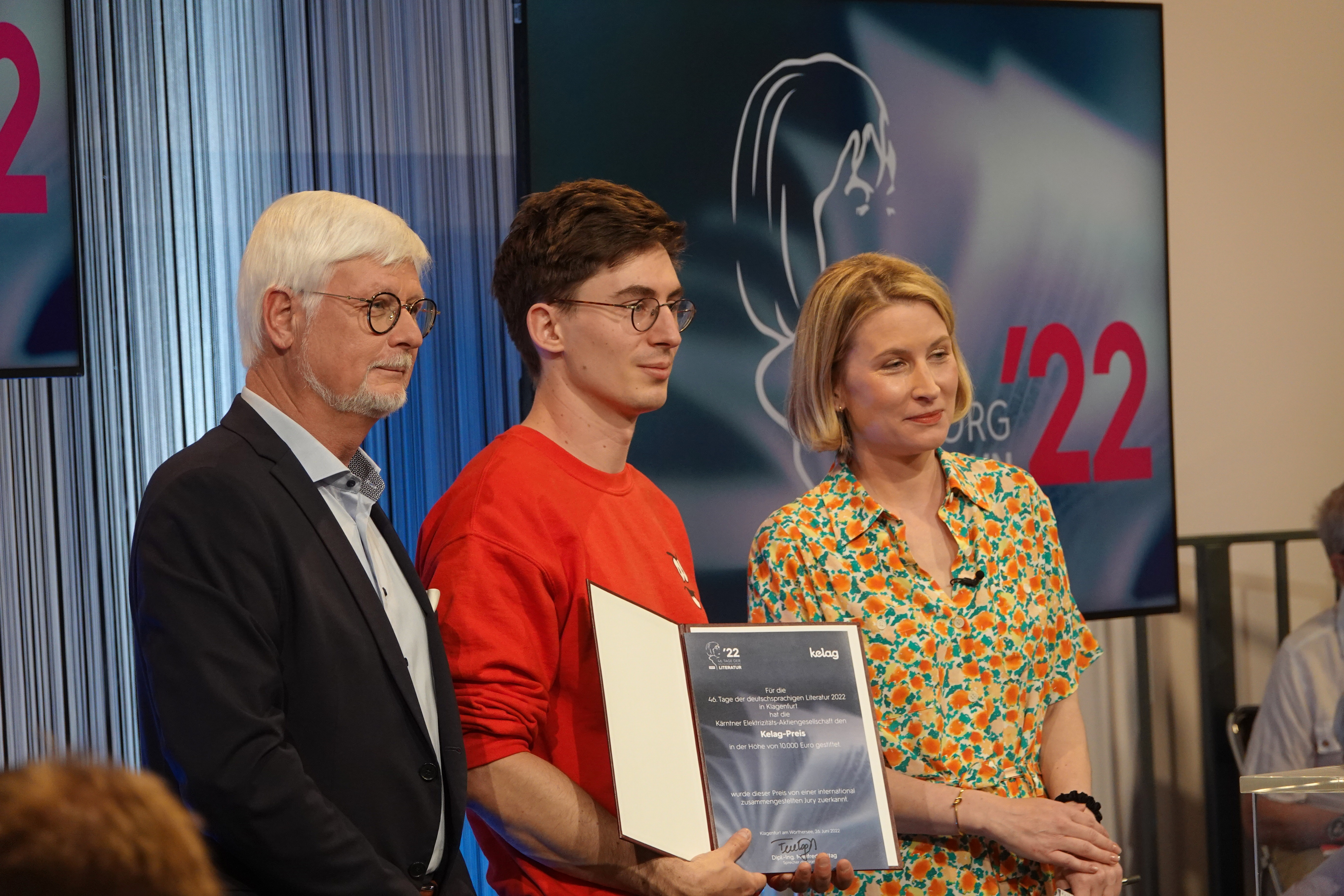
Kelag-Preis mit Manfred Freitag und Mara Delius

- 2023 Aufenthaltsstipendium der Akademie Schloss Solitude im Bereich „Textuell“[12]
- 2022 KELAG-Preis beim Ingeborg-Bachmann-Preis 2022[10]
- 2019 Stipendium des Literarischen Colloquiums Berlin[13]
- 2018 Stipendium in der Villa Aurora[14]
- 2017 Literaturpreis der Landeshauptstadt Hannover für Lärm und Wälder[15][16]
- 2015 Hallertauer Debütpreis
- 2014 Arbeitsstipendium des Landes Niedersachsen
- 2013 Preisträger des Jungen Literaturforums Hessen-Thüringen[17]
- 2012 Aufenthaltsstipendium der Walter Kempowski Stiftung
- 2012 Stipendium des Minerva Kollegs
- 2012 Preisträger des 20. Open Mike